# ОПТИ 24
«ОПТИ 24» — цифровая платформа «Газпром нефти», созданная в 2018 году для реализации нефтепродуктов в B2B-сегменте. Платформа включает сервисную карту для получения топлива и услуг, онлайн-систему управления топливными расходами и сеть АЗС для грузового транспорта. В 2019 году число действующих сервисных карт составило 712 тыс. В 2020 году число пользователей «ОПТИ 24» превысило 42 тыс. компаний в регионах России и СНГ, в их числе логистические и транспортные предприятия, розничные сети, грузоперевозчики, службы такси.
Сеть приема сервисных карт «ОПТИ 24» объединяет более 3100 АЗС «Газпромнефть», партнерских станций, АЗС «ОПТИ 24», а также более 350 моек, шиномонтажных мастерских и станций обслуживания в 77 регионах России и 8 странах ближнего зарубежья. Ежемесячно картами пользуются более 500 тыс. водителей коммерческого транспорта
.

## История развития
В 2013 году продажа нефтепродуктов корпоративным клиентам в «Газпром нефти» была выделена в отдельное направление. В 2015 году внедрен онлайн-процессинг топливных карт для корпоративных клиентов.
В 2018 году в рамках реализации стратегии цифровой трансформации бизнеса «Газпром нефть» на Петербургском международном экономическом форуме представила цифровую платформу «ОПТИ 24».
Для проверки работоспособности системы платформу «ОПТИ 24» в 2018 году испытали в ралли «Шёлковый путь». Экипаж, состоящий из руководителей компаний-перевозчиков — клиентов «ОПТИ 24», протестировал возможности личного кабинета и мобильного приложения в экстремальных условиях.
В 2018 году разработан ИТ-сервис «Курс», составляющий выгодный с точки зрения затрат на топливо маршрут между точками А и Б. Сервис рассчитывает заправку по минимальной цене стелы, а также только тем топливом, качество которого контролируется внутренней системой аудита «Газпром нефти».
В 2019 году в мобильном приложении «ОПТИ 24» реализован выпуск виртуальных топливных карт для оплаты заправки, товаров и услуг. В этом же году «Газпром нефть» сообщила о проявлении первых полностью «цифровых» клиентов, использующих «ОПТИ 24». Взаимодействие с ними осуществляется исключительно онлайн.
В 2020 году совместно со «Сбербанком» и «Яндекс. Деньгами» на платформе «ОПТИ 24» реализован сервис для моментального пополнения топливного счета с банковского расчетного счета организации — по аналогии с покупкой товаров в онлайн-магазинах.
С 2020 года пользователи платформы «ОПТИ 24» получили возможность оплачивать топливо онлайн, не покидая салон автомобиля.

## Цифровые сервисы
На рынке топлива для коммерческого транспорта «Газпром нефть» проводит стратегию неценовой конкуренции, регулярно расширяя портфель ИТ-услуг, предоставляемых, в основном, на некоммерческой основе логистическому бизнесу.
- Личный кабинет и мобильное приложение «ОПТИ 24» — программное обеспечение, предназначенное для операций с топливными картами и получения других ИТ-сервисов на платформе «ОПТИ 24».
- Виртуальная карта — инструмент для получения топлива, товаров и услуг на АЗС и станциях техобслуживания. Виртуальная карта выпускается в мобильном приложении как на основе физической (пластиковой) карты, так и без неё.
- Курс — сервис для автоматического составления оптимального плана заправок по пути следования транспорта. Система выбирает самые низкие цены на топливо, обозначая их на карте.
- Курс. Антифрод — сервис контроля сохранности топлива, в автоматическом режиме сравнивающий количество приобретенного на АЗС топлива с фактически поступившим в бак автомобиля.
- Оферта — онлайн-сервис для дистанционного заключения договора на поставку топлива.
- «Умный платёж» — набор платёжных ИТ-инструментов для пополнения топливного счёта юридических лиц, включая пополнение с банковской карты в режиме 24/7.
- API — инструмент для интеграции CRM «ОПТИ 24» с учётными системами на стороне клиента.
- ЭДО — сервис обмена электронными документами по телекоммуникационным каналам связи оператора. При передаче документа оператор автоматически проверяет легитимность электронной подписи, которой завизирован документ, и соответствие формата документа требованиям законодательства.

## Цифровой клиент
В 2019 году на платформе «ОПТИ 24» функционал отделов продаж и клиентского сервиса был «оцифрован» и продублирован электронными сервисами. Таким образом, компания начала предлагать клиентам оформление договора, выпуск (виртуальных) топливных карт и обмен комплектом бухгалтерских документов онлайн, без посещения региональных офисов. В декабре 2019 были заключены соглашения на поставку топлива с первыми полностью «цифровыми» клиентами.

## АЗС «ОПТИ 24»
Специализированная сеть АЗС предназначена для коммерческого грузового транспорта массой свыше 12 тонн. Станции реализуют дизельное топливо, реагент AdBlue и работают круглосуточно в автоматическом режиме. К 2020 году открыты пять АЗС в Смоленской, Воронежской, Омской и Челябинской областях. АЗС «ОПТИ 24» расположены вблизи основных федеральных автодорог, имеют заезды и выезды для крупногабаритных автомобилей, скоростные топливно-раздаточные колонки. Процесс оплаты автоматизирован, на АЗС могут заправляться одновременно четыре большегрузных автомобиля.